# Teleptelér

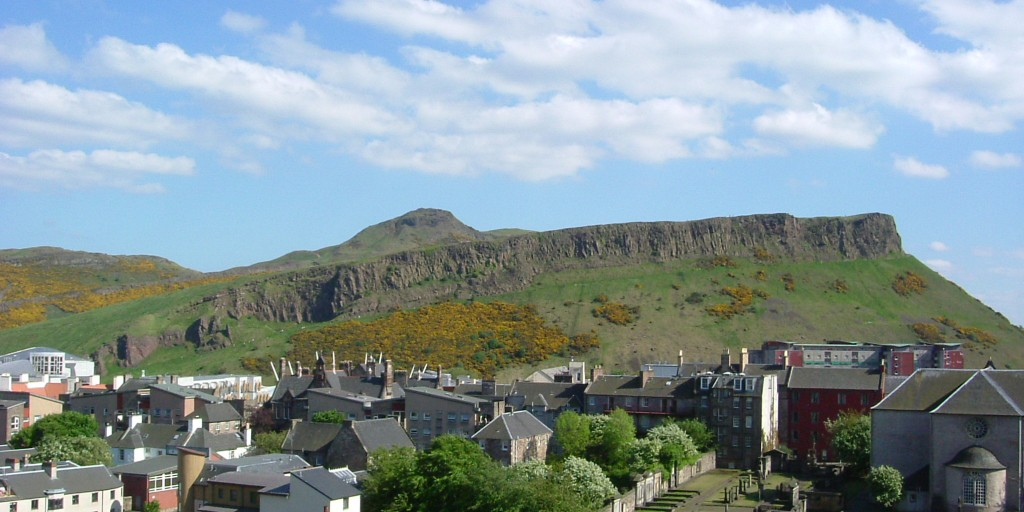
Edinburgh mellett egy teleptelér, amely megvédte az alatta lévő fekükőzeteket, így tanúheggyé vált

A teleptelér a telérkőzetek egyik megjelenési formája a telérek morfológiai osztályozásában. Angol megfelelője a sill (szill). A teleptelér abban tér el a haránttelértől, hogy a kőzetrégekkel párhuzamos irányban alkot intrúziót, ezért általában vízszintes, vagy ahhoz közeli helyzetű, a többi kőzetréteghez igazodó réteget alkot. Ezek a fedőközet lekopásával nagy méretű platók formájában jelennek meg a felszínen. A teleptelér általában nagy mélységben alakul ki. Ha a magma egy repedésen (harántteléren) vagy kürtőn keresztül elég magasra emelkedik, akkor lakkolit képződik. Minél hígabb a feltörekvő láva, annál magasabban alakulhat ki a teleptelér, mert a hígabb lávák kevésbé képesek a felettük lévő kőzetrétegek  felboltozására, inkább szétterülnek a réteglapok mentén.
A teleptelérek gazdaságilag igen fontosak, mert gyakran tartalmaznak másodlagos, a magma kihűlési folyamatában, az utóvulkáni fázisokban képződő – pegmatitos, hidrotermális és pneumatolitos fáciesű – ércteléreket. Ilyen például a prekambriumi Witwatersrand-medence hatalmas aranykészlete vagy a Sudbury-medence.